# 中国电信

中国电信股份有限公司於香港、加拿大、美國、法國和英國使用的标志。

- 關於中国电信集团控股的一家股份制上市公司（简称“中国电信”），請見「中國電信股份有限公司」。
- 關於中华人民共和国电信通讯产业发展概况，請見「中国电信业」。

中国电信集团有限公司（英語：China Telecommunications Corporation），简称中国电信（英語：China Telecom, 简称CT），是中华人民共和国一家主要从事电信业的特大型中央企业，中国电信是一家全球大型的领先的全业务综合智能信息服务运营商，主要在中国内地三十一个省市自治区和澳门特别行政区提供固定及移动通信服务、互联网接入服务、信息服务，以及其他增值电信服务。截止至2022年12月，中国电信移动用户总数累计为3.9118亿户，是中国第二大电信运营商。

## 沿革

### 邮电政企合一时期
1949年11月1日，中央人民政府邮电部成立。1951年9月25日，中国人民邮政和国家电信业务统一纳入邮电部管理。1954年，组建中华人民共和国邮电部，作为国务院组成部门。1958年，全国县以下邮电业务全部划归地方政府交通部门管理。 
1967年，实行电信军管，地方邮政业务仍归地方，地方电信业务拨交同级军分区（人武部）领导。 
1969年6月，国务院决定撤销邮电部，分别成立邮政总局和电信总局。1973年6月，国务院决定将邮政总局与电信总局的职责整合，恢复组建中华人民共和国邮电部。同时设立邮电部电信总局。

### 品牌诞生
1994年8月，邮电部电信总局发行第一套中国内地通用的公用电话卡，“中国电信”（CHN-CT）这一称呼首度出现。
1995年4月27日，中央决定实行邮电分营的经营方式，在邮电部电信总局的基础上核准组建中国邮电电信总局，简称“中国电信”（CHN-CT），作为国务院直属的、相当于正部级的行业性全民所有制企业和邮电部管理的企业局，依法进行企业法人注册登记。同年启用第一代企业形象系统。同年，邮电部移动通信局牵头，在中国内地创建139号段的全国性GSM移动电话网络，网络服务定名为“全球通”。1996年1月，中国公用计算机互联网（ChinaNet）正式建成并开通。
到了20世纪90年代，中国电信的经营模式已经无法适应电信业务蓬勃发展的需要，同时中国电信独家垄断的局面也屡遭诟病。
1993年，利用其他产业部门专用网开展业务的中国联合通信有限公司（中国联通）作为中国电信的竞争者的形式出现了，中国大陆的电信市场首次出现了两家电信运营商的局面。1997年，北京电信长城移动通信有限责任公司（电信长城）成立，经营800M的CDMA数字移动通信网。

### 集团成立
1998年9月，信息产业部决定，将中国电信的全国寻呼业务剥离，单独组建国信寻呼集团公司。1999年5月20日，国信寻呼集团并入中国联通。
1999年，中国电信的移动通信业务被剥离，另行成立了中国移动通信集团公司（中国移动）。由此中国电信成为了只经营固网和数据通信业务的电信运营商。
2000年，中国电信结束了邮电合营的经营模式。5月17日，中国电信集团公司作为一家只能够经营电信业务的通信运营商成立，而电信市场的管理职能和邮政业务则交给政府负责。
2002年5月，为进一步打破固网和数据通信市场的垄断格局，中国电信被按照地域拆分。在中国电信位于北京、天津、河北、山西、内蒙古、辽宁、吉林、黑龙江、河南、山东等10个省、自治区和直辖市的本地网资产以及中国电信30%的全国长途传输网资产合并原中国网络通信有限公司、中国吉通网络股份有限公司的全部资产和负债的基础上成立了中国网络通信集团公司（中国网通），在中国电信位于其余的21个省、自治区、直辖市的本地网资产和其余70%的全国传输网资产的基础上成立了新的中国电信集团公司。随后，新成立的中国电信和中国网通在对方的垄断区域内均设立了分公司来经营固网和数据通信业务。
2002年9月，中国电信股份有限公司成立，董事会选举了周德强为董事长兼总经理及首席执行官，常小兵为副总经理、总裁。11月，中国电信H股分别在纽约证券交易所（以ADR形式）和香港联合交易所挂牌交易。

### 发展

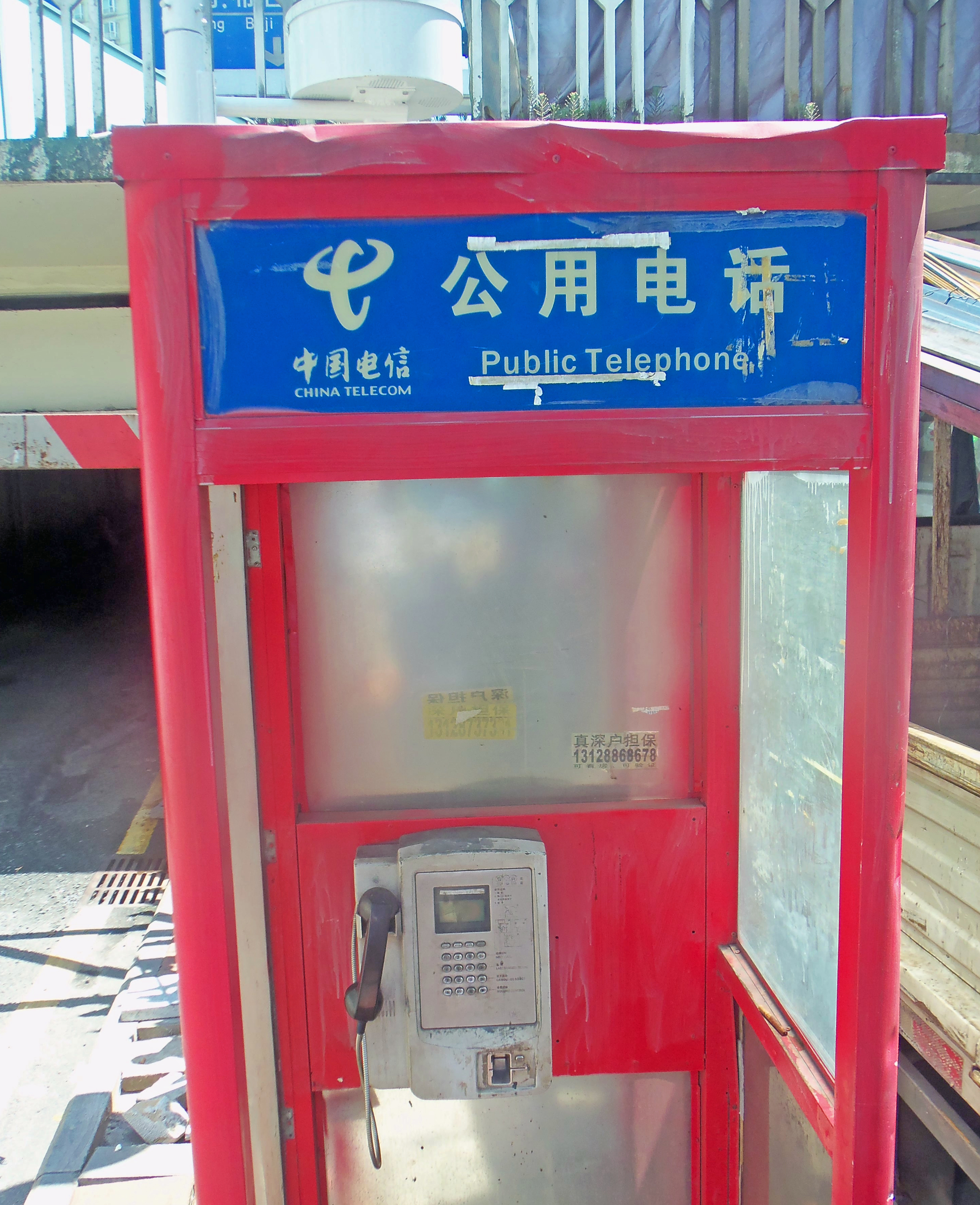
位于深圳的中国电信电话亭（已拆除）

中国电信从2004年到2005年，累计完成17266个未通行政村的村通任务，超额完成7026个。2007年1至6月，又完成2100个行政村的村通任务，完成全年任务的七成以上。截至6月份，中国电信农村固定电话用户已达6400万户，年均增长率保持在8.8%以上。
2008年6月，中国电信宣布出价1100亿元收购中国联通基于CDMA规格的移动通信网络资产和业务。其中中国电信集团公司以662亿元收购中国联通的CDMA网络资产(其中的500亿元由中国移动通信集团公司代为支付)，中国电信股份有限公司以438亿元收购中国联通的CDMA业务。
2008年10月1日，原属中国联通的CDMA网络及业务正式转交中国电信运营。这是自1999年中国电信出售移动通信业务后重返移动通信市场，也使得中国电信再次成为能够经营所有基础电信业务的通信企业。同年，中国卫通的基础电信业务并入中国电信。
2009年1月7日，中国工业和信息化部向中国电信颁发了基于CDMA2000 1x EV-DO规格的第三代移动通信（3G）营业执照。
2013年12月4日，中华人民共和国工业和信息化部向中国电信颁发了基于TD-LTE制式的第四代移动通信（4G）营业执照。
2014年6月27日，中国工业和信息化部向中国电信颁发了基于FDD-LTE制式的第四代移动通信（4G）试商用营业执照。
2015年2月27日，中国工业和信息化部向中国电信颁发了基于FDD-LTE制式的第四代移动通信（4G）正式商用牌照。
2017年12月15日，根据国家有关国有企业公司制改制工作部署，经国务院国资委批复同意，中国电信集团公司完成公司制改制，改制后的公司名称为中国电信集团有限公司，由全民所有制企业变更为国有独资公司。中国电信集团公司原有业务、资产、资质、债权债务均由改制后的中国电信集团有限公司承继。
2018年12月10日，中国工业和信息化部向中国电信颁发了5G系统试验频率使用许可，中国电信获得3500MHz频段试验频率使用许可。
2019年6月6日，中国工业和信息化部向中国电信发放5G商用牌照。据中国电信公布的2020年7月份运营数据显示，截止至2020年7月，中国电信的5G套餐用户累计为4927万户。
2020年12月10日，美国联邦通信委员会撤销中国电信在美国的营运权。2021年10月26日，美国联邦通信委员会要求终止中国电信美洲公司在美国境内提供国内州际和国际电信服务。

### 被美國制裁
2020年11月，美國總統唐納德·特朗普發布行政命令，禁止美國公司和個人持有被美國國防部列為與中國人民解放軍有聯繫的公司的股份，其中包括中國電信。由於該行政命令，紐約證券交易所於2021年1月將中國電信除牌。
2020年12月，美國聯邦通信委員會（FCC）出於國家安全考慮提起訴訟，撤銷中國電信在美運營授權。 2021年10月，FCC吊銷了中國電信在美國的運營許可證。 2022年3月，FCC將中國電信（美洲）公司列為國家安全威脅。

## 机构设置

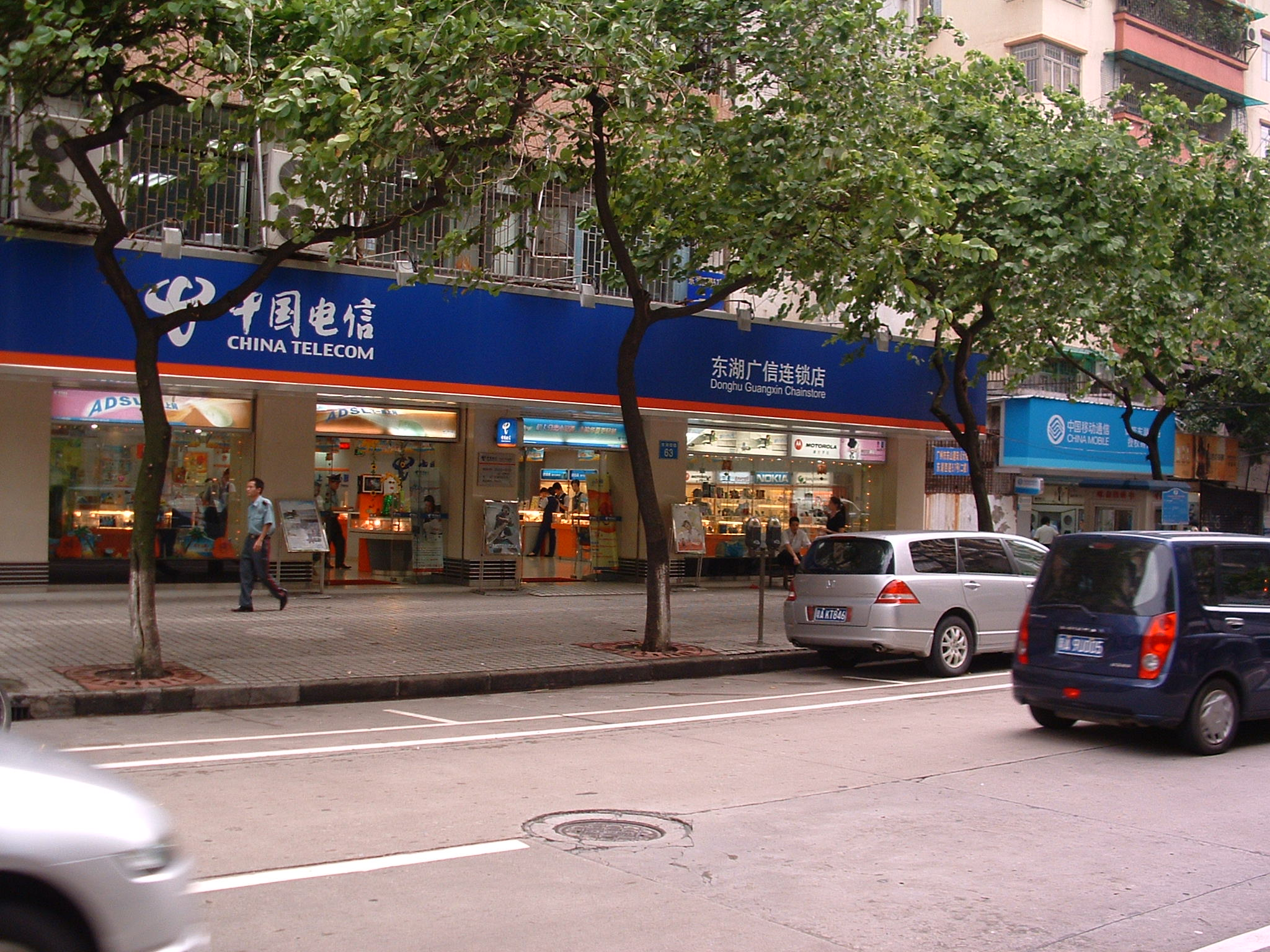
廣州市越秀区东湖路的中國電信营业厅

截至2010年底，中国电信集团有限公司下辖中国北方9省及西藏电信分公司、32家网络资产分公司和28家全资子公司、7家控股子公司、1家参股子公司。
中国电信股份有限公司是中国电信集团公司部分资产重组后成立的上市公司，其H股分别在纽约证券交易所（以ADR形式）和香港联合交易所上市，中国电信集团公司持有该公司超过70%的股份。公司旗下设有：北京、上海等31家省级分公司、中国电信（香港）国际有限公司、中国电信（澳门）有限公司、中国电信（美洲）有限公司、中国电信集团系统集成有限公司、中国电信北京研究院、中国电信上海研究院、中国电信广州研究院；、天翼电信终端有限公司、天翼电子商务有限公司、号百信息服务有限公司；
中国电信（美洲）有限公司于2002年11月在美国华盛顿正式开业。中国电信（美洲）公司是中国电信集团的全资子公司，获得美国联邦通信委员会批准为美国企业提供中美间国际电话、专线、数据、电视传送和商用业务。中国电信（欧洲）有限公司于2006年9月12日正式在英国首都伦敦挂牌成立。
中国通信服务股份有限公司是中国电信集团控股上市公司。经过中国历次电信业改革之后，原中国邮电部大量的与通信网络运营无关的产业被划归于中国电信，中國電信集團爲了提升經營水平和效率，將這些產業剝離重組，在此基礎上成立了各省的電信實業公司。2006年8月30日，中国电信集团在重组该公司旗下的上海、广东、浙江、福建、湖北和海南等6省電信实业公司的重点业务资产的基础上发起设立中国通信服务股份有限公司，并于同年12月8日在香港成功上市（港交所：0552），成为中国通信行业第一家在香港上市的生产性服务类企业。2007年8月31日，中国通信服务收购了江苏、安徽、江西、四川、重庆、湖南、贵州、云南、广西、陕西、甘肃、青海、新疆等13省（区、市）的電信实业公司的重点业务资产，从而实现中国电信实业重点业务资产的整体上市。2008年4月7日，中国通信服务宣布以5.05亿元收购中国通信建设集团公司的全部股权，这使得中国通信服务的业务覆盖范围进一步扩展到了北京、天津、辽宁等华北、东北地区以及非洲等海外地区。中国电信集团公司持有其超过50%的股份。
根据有关规定，中国电信集团有限公司设置（控股）下列机构（企业）：

### 内设机构
- 办公厅（董事会办公室、安全保卫部）
- 企业战略部（法律部）
- 市场部
- 人力资源部（党组组织部）
- 财务部
- 网络发展部
- 共建共享工作组
- 资本运营部（投资公司）
- 客户服务部
- 监管事务部（互联互通部）
- 技术部
- 实业管理部（中国通信服务股份有限公司）
- 中央纪委国家监委驻中国电信集团纪检监察组
- 党群工作部（党组宣传部）
- 中国电信集团工会
- 政企客户事业部
- 销售及渠道拓展事业部
- 国际部（国际公司）
- 网络运行与维护事业部
- 企业信息化事业部（数据中心）
- 采购事业部

### 控股上市公司
- 中国电信股份有限公司
- 中国通信服务股份有限公司
- 号百控股股份有限公司

### 直属（控股）企业
- 中卫星空移动多媒体网络有限公司[19][20]
- 北京正通网络通信有限公司[19][20]
- 天翼博路电信技术有限公司[19][20]
- 中宇卫星移动通信有限责任公司[19][20]
- 中卫国脉通信股份有限公司[28]
- 中英海底系统有限公司[29]
- 翼信科技[30]
- 中国南方20省电信公司[19][20]
- 中国电信集团卫星通信有限公司[19][20]
- 中国电信（欧洲）有限公司[20]
- 信元公众信息发展有限责任公司[19][20]
- 中国华信邮电经济开发中心[31][19][20]
- 中国电信集团实业资产管理中心[19][20]
- 北京天网信息通信有限责任公司[19][20]
- 北京鸿翔大厦[32][19][20]
- 广华物业有限公司[33][19][20]

### 参股子公司
- 东方口岸科技有限公司[19][20]

### 直属事业单位
- 中国电信博物馆[34]

## 业务

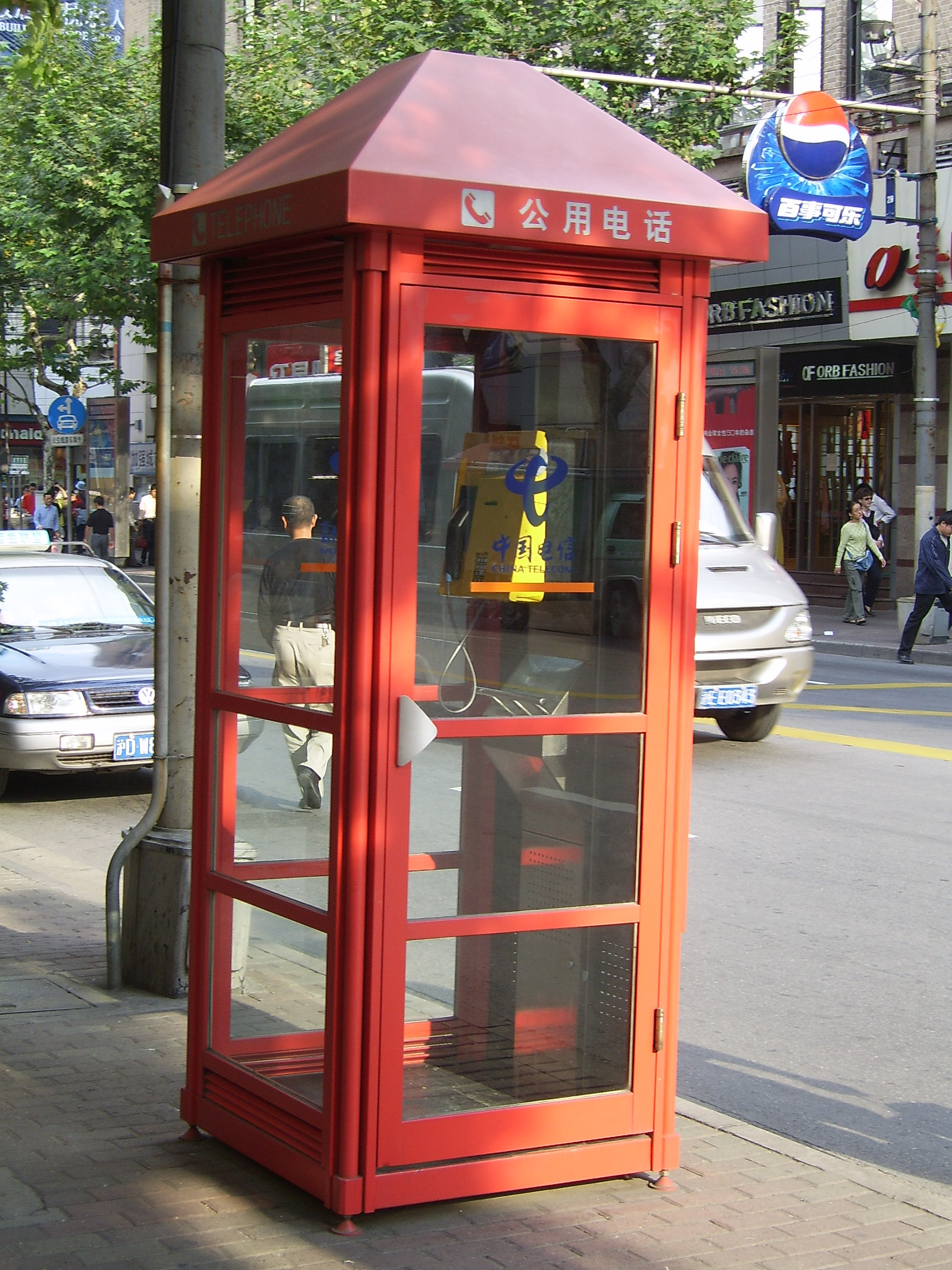
上海街头的中国电信公用电话亭

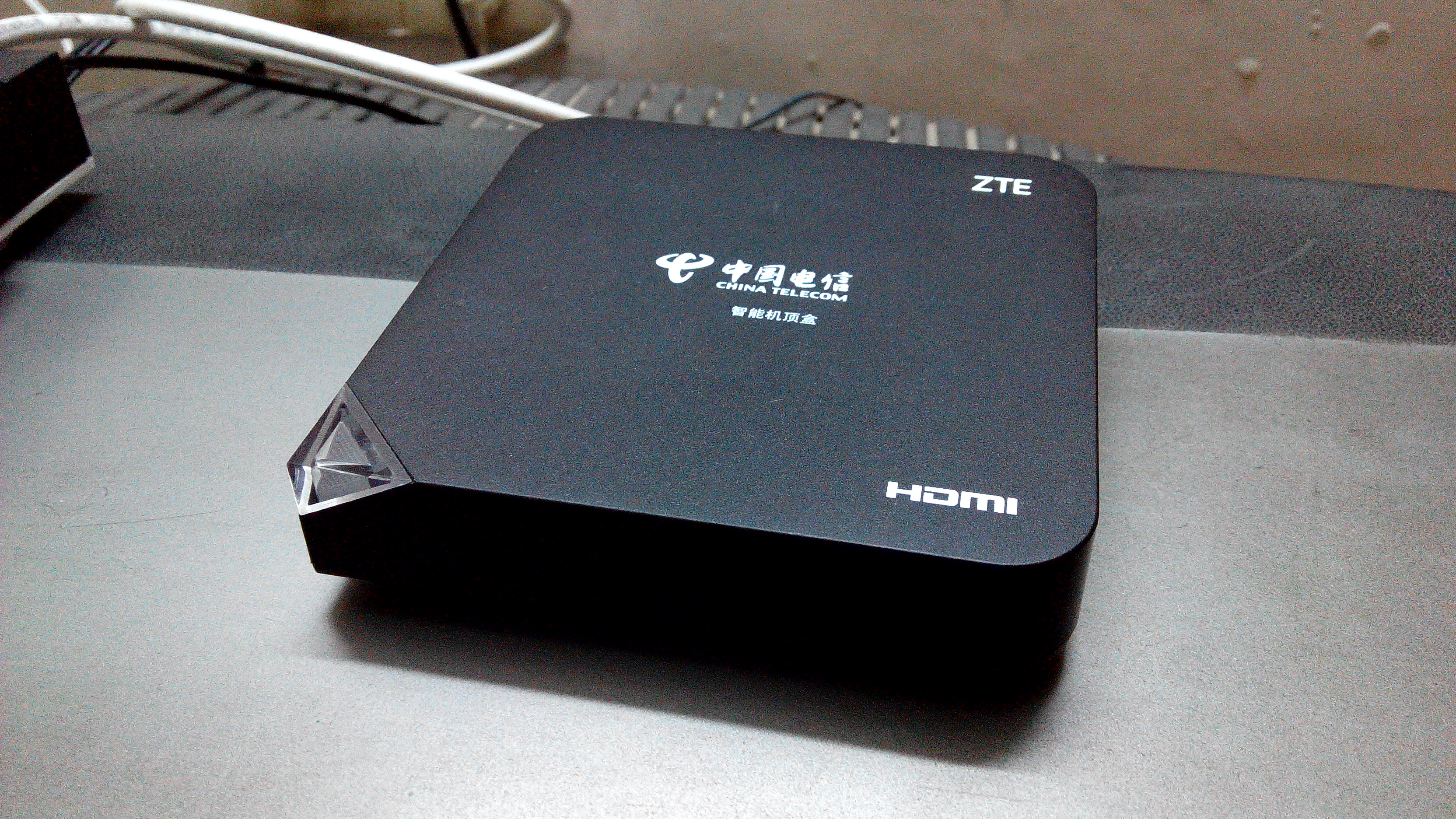
中国电信IPTV的机顶盒

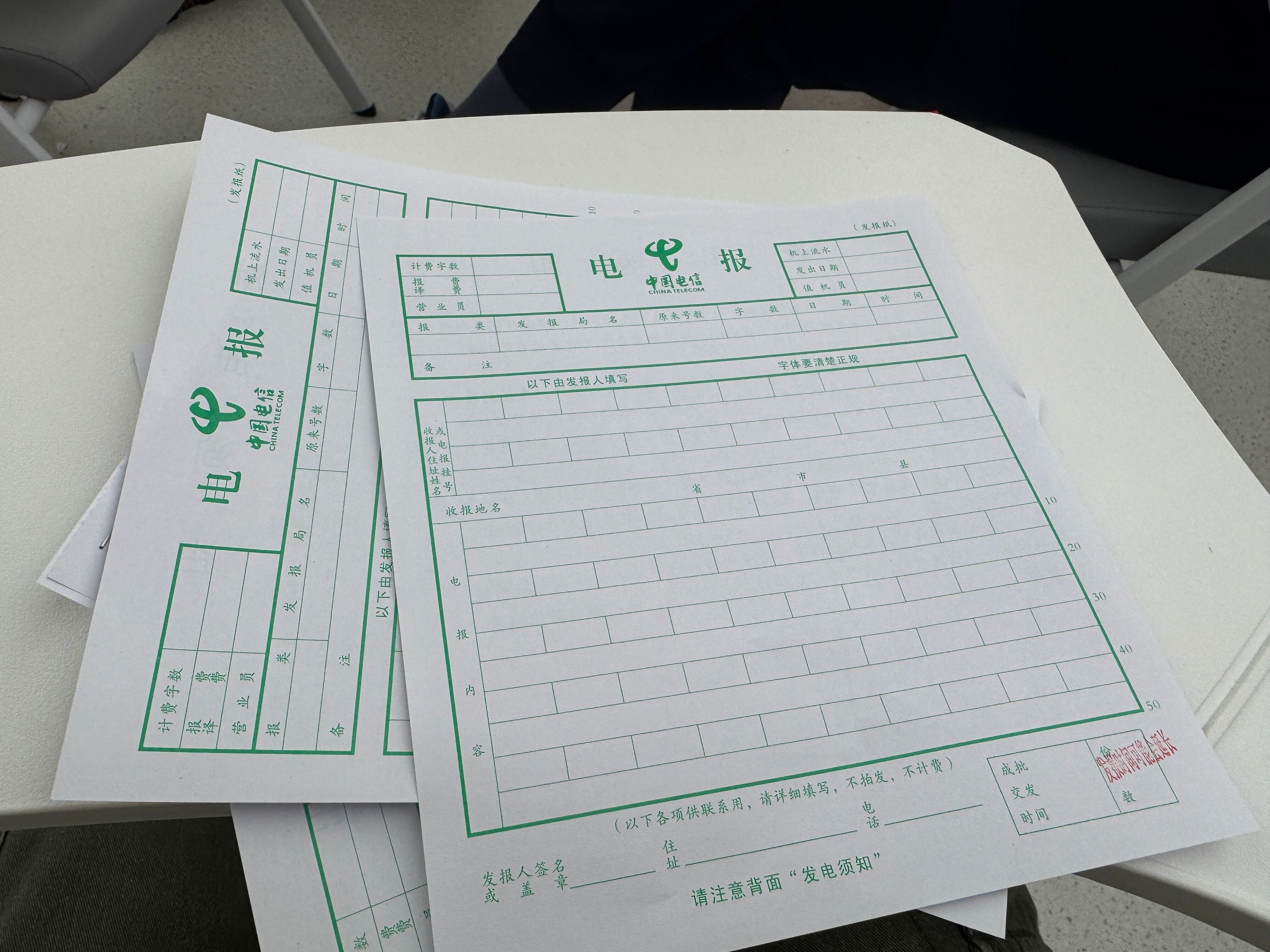
中国电信的电报去报纸，中国电信公众电报去报业务已于2025年5月1日起终止。

中国电信在中国大陆和海外经营各类基础电信业务、增值电信业务。 包括：

### 基础电信业务
中国电信固定电话业务包括固定电话本地通话、国内通话、国际及港澳台长途、视频电话、IP通话。
中国电信移动电话业务包括 LTE（TD-LTE、LTE-FDD）／LTE-A（4G）、NR（5G）业务。在中国大陆地区由中国电信提供服务的移动电话号码以133、153、180、181、189、177、173、199、190、191和193开头。还有用以支持虚拟运营商的170（0-2）号段、用于数据上网卡的149号段以及用于物联网的1410号段。
- 另外，中国电信还继承了原中国卫通的卫星电话业务，经营以1349号段运营卫星电话业务（包括卫星国际专线、甚小口径终端（VSAT）通信、卫星宽带接入、卫星通信系统集成、北斗定位通信、航空机载卫星通信等服务)。

中国电信网络及数据通信业务包括：
- Internet骨干网业务：中国宽带互联网（CHINANET）是中国电信经营管理的公用Internet骨干网。CHINANET是中国规模最大、覆盖范围最广、网络性能最稳定、信息资源最丰富、网络功能最先进的Internet骨干网，其国内带宽和国际出口带宽均居中国第一。截至2017年年末，CHINANET国际出口总带宽已達到3625830Mbps（CNNIC第41次中国互联网络发展状况报告统计）。CHINANET已覆盖全中国大陆所有地区，并且已经延伸到了香港、美国等境外、海外地区。
- IDC（互联网数据中心）业务：中国电信在各地建立了面积达数万平方米的专业互联网数据中心，在北京、广州、上海、南京、武汉、西安、成都、沈阳投资建设了八个骨干级IDC节点中心，为包括ICP、ISP、ASP等的企業用戶提供一站式服务。业务类型主要包括：主机托管、整机租用、增值服务等。
- 宽带上网业务：中国电信为客户提供有线和无线等多种方式的宽带上网服务，有线方式包括ADSL、FTTx等，无线方式包括WiFi和LTE／LTE-A（4G）、NR（5G）數据上网卡等组合宽带接入方式。
  - WiFi：中國電信将其WiFi业务称為天翼通WLAN，该业务采用IEEE802.11b技术，通过无线以太网的接入设备实现业务覆盖。用户可以使用与IEEE802.11b技术兼容的无线以太网终端设备，如带无线以太网网卡的手提电脑或是具有WiFi功能的手机，在业务覆盖区进行认证后，通过AP（即無線接取器）来上网。该业务的服务方式有三类，分别为“公众区服务”、“家庭及企业服务”、“会展服务”。服务区域包括各大型商场、办公楼、宾馆饭店、学校等政府办公场所。[36]
  - 無線寬帶：中国电信的移动通信业务品牌称为天翼，英文名為esurfing。无线宽带上网业务以LTE（LTE-A）、5G數据上网卡为主。

#### 无线电频带
| 类型 | 制式    | 服务频段 (MHz)      | 所属工作频段 (MHz)  | 所属工作频段号 | 所属频段通用名称 | 当前状态 | 简介                                     |
| ---- | ------- | ------------------- | ------------------- | -------------- | ---------------- | -------- | ---------------------------------------- |
| 4G   | LTE-FDD | 1920–1940 2110–2130 | 1920–1980 2110–2170 | Band 1         | IMT              | 服务中   | 辅助部署频段，与中国联通共享             |
| 4G   | LTE-FDD | 1765–1785 1860–1880 | 1710–1785 1805–1880 | Band 3         | DCS              | 服务中   | 主要部署频段，与中国联通共享             |
| 4G   | LTE-FDD | 824–834 869–879     | 824-839 869-884     | Band 5         | CLR              | 服务中   | 800MHz主力频段，原CDMA重耕频段 又称L850  |
| 5G   | NR      | 1920–1960 2110–2150 | 1920–1980 2110–2170 | Band n1        | IMT              | 服务中   | 主力频段，与中国联通共建共享             |
| 5G   | NR      | 824–839 869–884     | 821-839 866-884     | Band n5        | CLR              | 服务中   | 5G低频段 农村地区部署                    |
| 5G   | NR      | 3300-3400           | 3300–3800           | Band n78       | C-Band           | 服务中   | 仅用于室内覆盖，与中国联通、中国广电共享 |
| 5G   | NR      | 3400-3500           | 3300–3800           | Band n78       | C-Band           | 服务中   | 辅助频段，与中国联通共建共享             |

### 增值电信业务
中国电信原先的114查号服务在转型后成为了以号码百事通为品牌的综合性的各类信息提供者。“号码百事通”是一切基于中国电信114台的增值业务的统称，其目的就是要在充份挖掘和整合用户号码信息的基础上，延伸和拓展传统的查号业务，满足用户现实和潜在的各类信息查询需求，将114台打造成一个综合类信息服务平台，提高中国电信差异化服务优势。

## 标志及企业形象
中国电信自成立以来有两套企业形象。
在“中国电信”品牌尚未诞生时，中国内地的电信业务是统一以邮电局名义办理，因此标志也和邮政一样，为当时的邮电部徽章。
1995年，中国邮电电信总局成立时推出第一代标志，第一代标志是以中国的“中”字及中国传统图案“回纹”作为基础，经发展变化而形成的三维立体空间图案，寓意为四通八达的通信网络，象征“中国电信”四时畅通，无处不达。形象地表达了中国电信的特点：科技、现代、传递、速度、发展。该图案装饰效果强烈，并具有中国特色和现代感。

而在2002年中国电信业重组完成时，由于第一代标志涉及版权问题，刚拆分成立的中国电信集团便启用沿用至今的企业标识，新标志是是由两个C成90度组合而成，整体上形成一个变体的T字，表示CHINA TELECOM COMPANY（中国电信）。上半部分的“C”字也是一个牛角，代表了电信的未来上市而且牛气冲天的愿景。中间的“C”字是一个飞翔物的造型，寓意电信的腾飞。同时也组成了中国电信的一个生动的“中”字。标志流露出有速度的弧形结构代表着中国电信行业的特征与电信宽带的未来趋势，也符合中国传统特有的平衡的哲学思想。两个“C”也是电话的形象，标志着以地球圆形为背景，代表中国电信的国际化。整个标志显得简洁大气厚重，直截了当，识别性强，便于广泛推广。 文字采用书法体显得有生命力，感染力，亲和力也较强。

邮电部标志，也是中国早期电信事业的象征（1981-1994）
第一代标志（1995-2002）
第二代标志（2002至今）
中国内地及澳门之外市场用

## 批评与争议
2006年，中国电信与中国网通签署了一“合作协议”（亦称“南北协议”或“互不竞争协议”），决定从2007年3月1日起，相互“停止在非主导区域发展新用户（包括传统固话用户，大灵通、小灵通等无线市话用户，宽带用户，呼叫中心等所有类型客户）”，对此事件，有学者认为：两巨头退出竞争后，各方主导区域内不再可能形成充分有效的竞争。尽管《消费者权益保护法》赋予了消费者有“自主选择商品或者服务的权利”，但因中国电信与中国网通的区域垄断格局，“自由选择权”无从谈起。呼吁信息产业部对该“损害公共利益的行为”进行查处。而中国电信认为：“互不竞争协议”只是市场发展达到更高阶段时的企业理性选择，而并非是“对电信用户的阴谋”。而且双方开展合作以后，对固网用户会有好处，最明显的就是位于两方网络内的网站相互访问的速度将会加快，比手机更便宜的网络电话等新业务也将逐步试验、商用。中国网通方面则认为：减少重复投资，避免恶性竞争，对双方都有利。但也有经济学家指出这种竞争合谋协议是西方资本主义早期在尚未出台反垄断法之前工业寡头垄断的重要体现 。
2011年11月，中国中央电视台报道指，国家发改委反垄断局证实，已对中国电信和中国联通（原中國網通）两家公司进行反垄断调查，以查明這两家公司在互联网接入市场上涉嫌垄断，如果調查結果屬實，中國電信和中國聯通（原中國網通）或被处以数亿至数十亿元人民幣的罚款 。
中华人民共和国信息产业部于2007年5月发布了《2006年度全国电信服务质量用户满意度指数测评调查分析报告》，报告显示，2006年度全国电话用户满意度指数为77.9分，比2005年提高0.9分，与国际国内各个行业相比属较高水平。其中对于中国电信的固定电话服务满意度和中国移动的移动电话服务满意度最高，分别达到了80.2分和76.7分。固定电话用户满意度指数比去年提高了1.6分。网易网引述中国消费者协会调查结果批评这份政府报告中关于满意度的准确性提出了质疑。